# .22 Hornet
.22 Hornet (.22 Хорнет, 5,6×35 мм, 5,6×35 мм R) — малокалиберный патрон американского происхождения, один из наименее мощных патронов центрального боя.

## История
Работы над созданием малокалиберного патрона центрального боя калибра 0,22 дюйма велись на протяжении 1920-х годов конструкторами американского завода Спрингфилда. За основу была взята гильза от довольно распространённого в начале XX века патрона .22 WCF, снаряжавшегося дымным порохом. Новый патрон был создан в 1930 году, но в течение некоторого времени оставался без употребления, пока в 1932 году на рынке не появилось оружие под него.
Получившийся патрон оказался достаточно мощным, дававшим пуле достаточную скорость для точной стрельбы на 100—150 м. Он привлёк внимание как охотников, так и военных, поскольку до 1930-х годов не существовало боеприпаса подобного класса — он стал первым в мире серийным патроном со столь высокой начальной скоростью малокалиберной пули. Другие патроны калибра 0,22 дюйма (настоящий калибр у всех патронов с такой номенклатурой традиционно 0,224 дюйма, то есть 5,7 мм) были на тот момент в основном маломощными боеприпасами кольцевого воспламенения, совершенно не пригодными для точной стрельбы на дистанции дальше 100 м.
В конце 1950х годов частные фирмы США начали выпуск для револьверов 1860х-1890х гг. (рассчитанных на стрельбу снятыми с производства патронами с дымным порохом) сменных барабанов, обеспечивающих возможность стрельбы из них патронами .22 Hornet.

## Особенности и применение

### Особенности
Патрон .22 Hornet — довольно маломощный боеприпас. Отдача при стрельбе им мала настолько, что часто совсем не ощущается. Однако дульная энергия его пули (до 1000 Дж) достаточно велика для поражения на всех практических дистанциях не только мелких зверьков, но даже человека. При этом траектория пули, благодаря высокой начальной скорости (около 800—900 м/с, что намного больше, чем у патронов кольцевого воспламенения), настильная, что положительно сказывается на меткости стрельбы.
В настоящее время .22 Hornet заполняет пробел в американской линейке малокалиберных патронов между .17 HMR, значительно превосходя его по мощности и весу пули (почти вдвое), и .22-250 Remington и .223 Remington, которые уже являются мощными и дальнобойными патронами.

### Военное применение

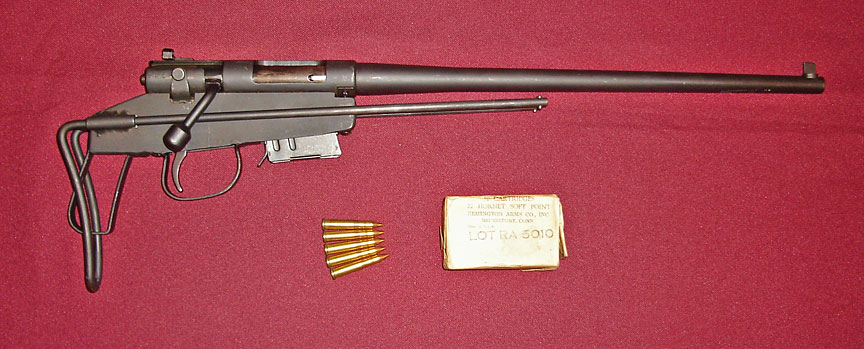
«Оружие для выживания» — карабин М4 под патрон .22 Hornet (с магазином на 4 патрона)

До появления промежуточных патронов .22 Hornet выглядел для военных особенно привлекательно, поскольку при поражающей способности, сопоставимой с пистолетными патронами, он намного превосходил их по дальности и точности стрельбы. Во время Второй мировой войны и в первые послевоенные годы несколько моделей оружия под .22 Hornet поступали на вооружение в США. Наиболее значимым военным применением этого патрона стало его использование в оружии, входившем в штатный комплект лётчиков ВВС США — так называемых винтовках для выживания (англ. Survival weapons, портативных и лёгких карабинах или штуцерах, с которыми сбитый лётчик, оказавшийся вдали от своих, мог бы добывать дичь для еды или обороняться от противника). Впоследствии такое оружие было вытеснено моделями под промежуточные патроны. В настоящее время патрон .22 Hornet военного применения не имеет.

### Применение наохоте
.22 Hornet — популярный патрон для отстрела грызунов. В США это одна из основных ниш его применения (отстрел, в частности, луговых собачек и сурков). Этот боеприпас пригоден для варминтинга на дистанциях до 175 ярдов (160 м), хотя в этой стрелковой дисциплине испытывает сильную конкуренцию со стороны более мощных боеприпасов, например, .222 Remington.

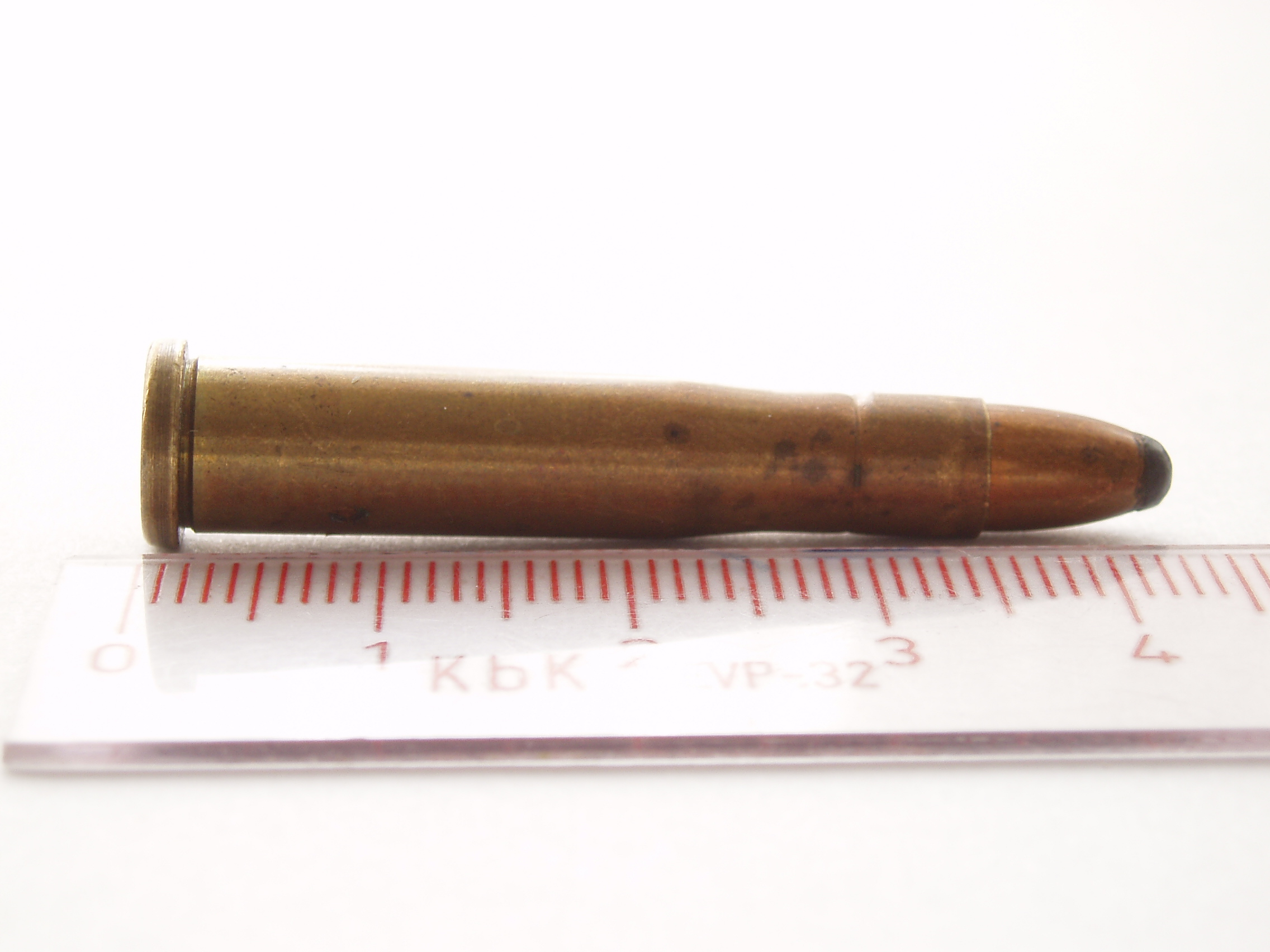

Мощность этого патрона в принципе позволяет поражать на близкой дистанции даже некоторых оленей, но в ряде стран Западной Европы (например, Великобритании и Нидерландах) и в большинстве штатов США существует законодательное ограничение на калибр патрона для такой охоты и .22 Hornet для такой цели там запрещён. Действительно, мощность его для стрельбы даже небольших копытных может быть недостаточна.
Он обладает достаточной убойностью на дистанциях до 120 м для такой дичи, как косуля или волк, до 180 м — для лисиц, сурков. .22 Hornet годится для охоты на птиц, хотя на близком расстоянии он может рвать тушку из-за фугасного действия пули.
.22 Hornet, благодаря относительной дешевизне и слабой отдаче также популярен как спортивный и учебный патрон. В настоящее время его выпускают многие крупные оружейные фирмы во всём мире. Под него выпускается множество моделей оружия — это и карабины, и штуцеры (одно- и двуствольные), и пистолеты (некоторые авторы подчёркивают особенную пригодность этого патрона для короткого оружия — револьверов и пистолетов, в том числе однозарядных).